# Ernesto López-Parra
Ernesto López-Parra (Talavera de la Reina, Toledo, 17 de abril de 1895-Ocaña, Toledo, 18 de marzo de 1941) fue un poeta y periodista español.

## Biografía
Nació en una familia de clase media; estudió Derecho y trabajó como funcionario en el Ministerio de Trabajo. Según apuntó en un pleno del ayuntamiento, fue procesado en veintiuna ocasiones por sus manifestaciones en contra de la dictadura de Miguel Primo de Rivera. En las elecciones municipales de abril de 1931 fue elegido concejal en el Ayuntamiento de Talavera de la Reina en las listas del Partido Radical-Socialista; seguía así la estela de su padre, Eduardo López-Parra Gómez, que también había sido concejal republicano entre 1883 y 1888.
Escribió a lo largo de su vida cuatro libros. El primero, en la estela del modernismo, se tituló Poemas del Bien y del Mal (1920).El siguiente es una obra de teatro en verso titulada Paisaje de abanico (1921). En 1929 publica La imagen iluminada, libro misceláneo que recoge su poesía de los años veinte. Finalmente, en 1936 aparece Auroras rojas, volumen de corte social, muy influido por la revolución minera asturiana.

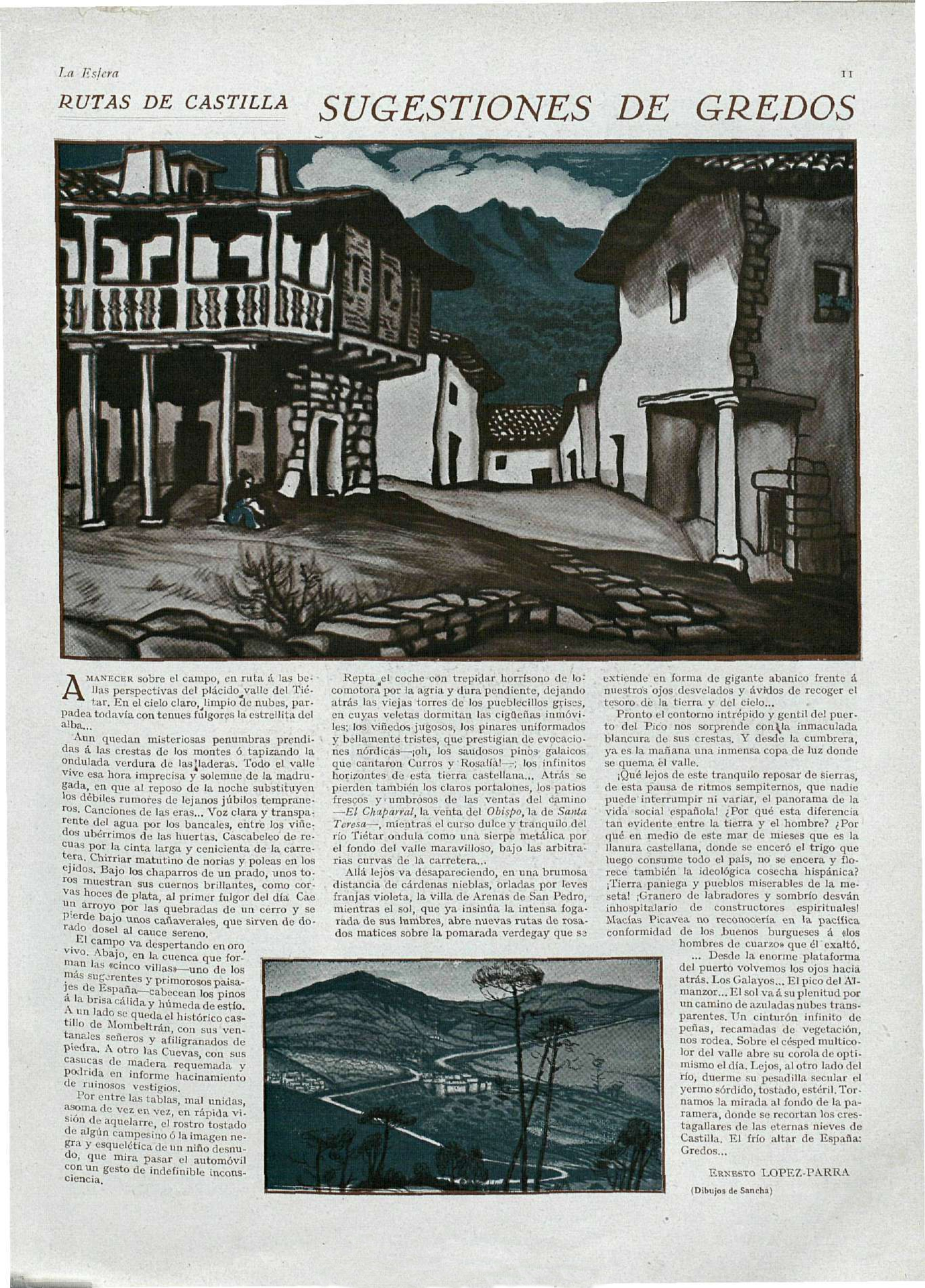
Artículo de López-Parra en La Esfera (1929) con dibujos de Sancha

A comienzos de los años veinte militó en el ultraísmo, y participó activamente en la tertulia que Cansinos-Assens lideraba en el café Colonial de Madrid, así como en las veladas de Parisiana y el Ateneo. Escribió en las principales revistas ultraístas: Vltra (Oviedo), Vltra (Madrid), Gran Guignol (Sevilla), Cervantes (Madrid), Grecia (Madrid-Sevilla), etc. Mantuvo una polémica literaria con Gerardo Diego por los actos de homenaje que los hombres del 27 rindieron a Góngora. Todo surgió a raíz de una falsa entrevista a Gerardo Diego que Ernesto Giménez Caballero publicó en las páginas de El Sol: «Visitas literarias.- Gerardo Diego, poeta fascista». Ernesto López-Parra se hizo eco de ella en El Liberal y Gerardo Diego contraatacó posteriormente desde las páginas de su revista Lola.
La radicalización de la vida política que se produjo tras el golpe de Estado del 18 de julio de 1936 le llevó a alistarse, en agosto de ese año, en las milicias cívicas de Izquierda Republicana. Colaboró con el poema Traición y muerte del señorito Cañero en la revista El Mono Azul que dirigió Rafael Alberti. Ese poema se recogió posteriormente en el Romancero General de Emilio Prados y Antonio Rodríguez Moñino. 
Al acabar la guerra, al no poder huir de España, fue apresado y condenado a muerte, pena que luego se le conmutó por la de cadena perpetua. Acusado de rebelión militar fue encarcelado en el penal de Ocaña, donde murió de tuberculosis. Estuvo casado con María Calvo, también talaverana, de cuyo matrimonio nacieron dos hijos, Eduardo y Ernesto.